# Chamaeleo dilepis
Chamaeleo dilepis là một loài thằn lằn trong họ Chamaeleonidae. Loài này được Leach mô tả khoa học đầu tiên năm 1819.

## Hình ảnh

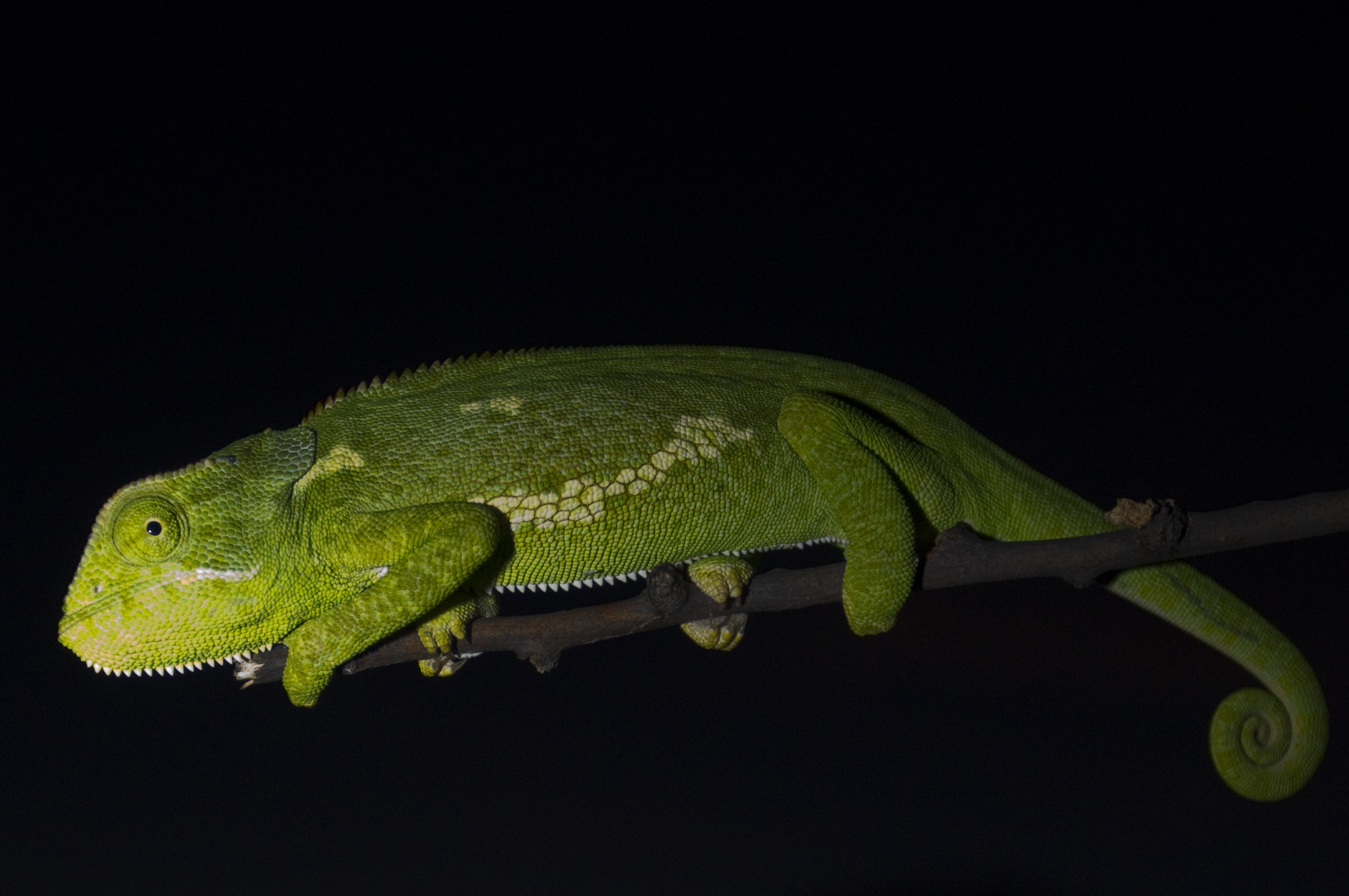
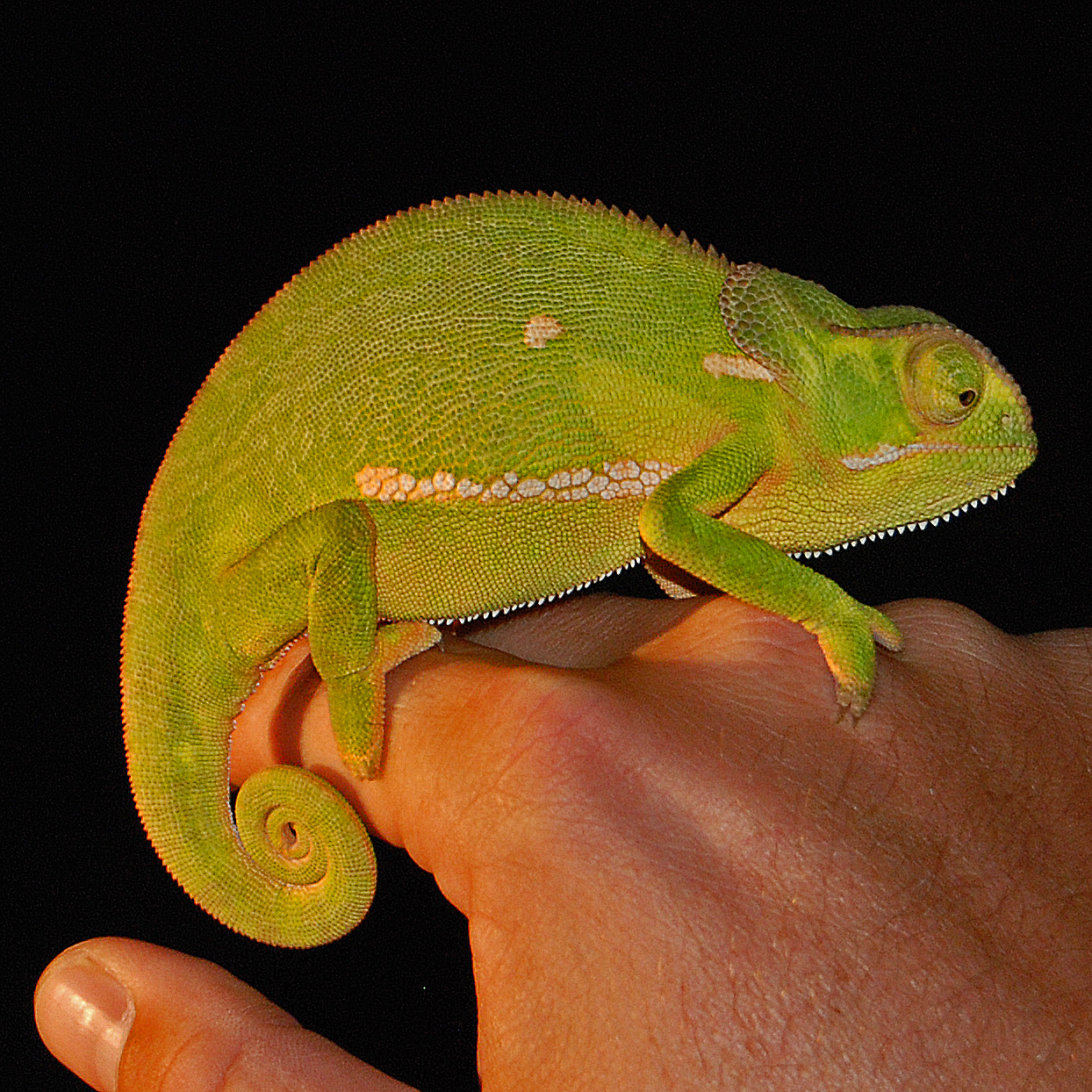
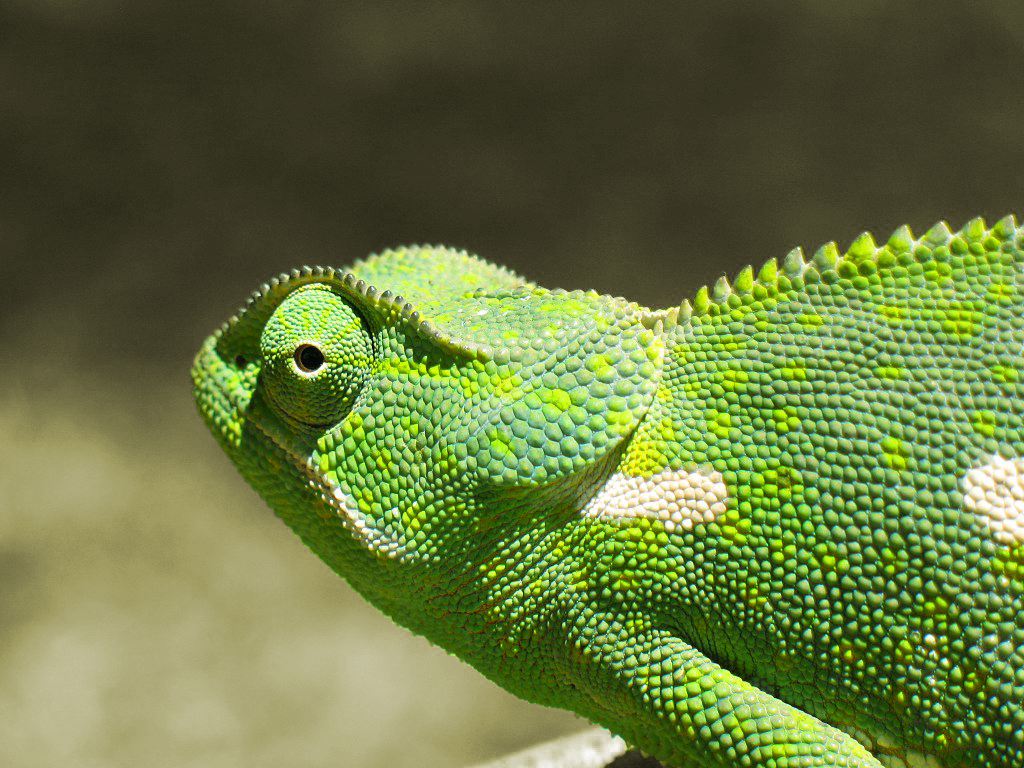
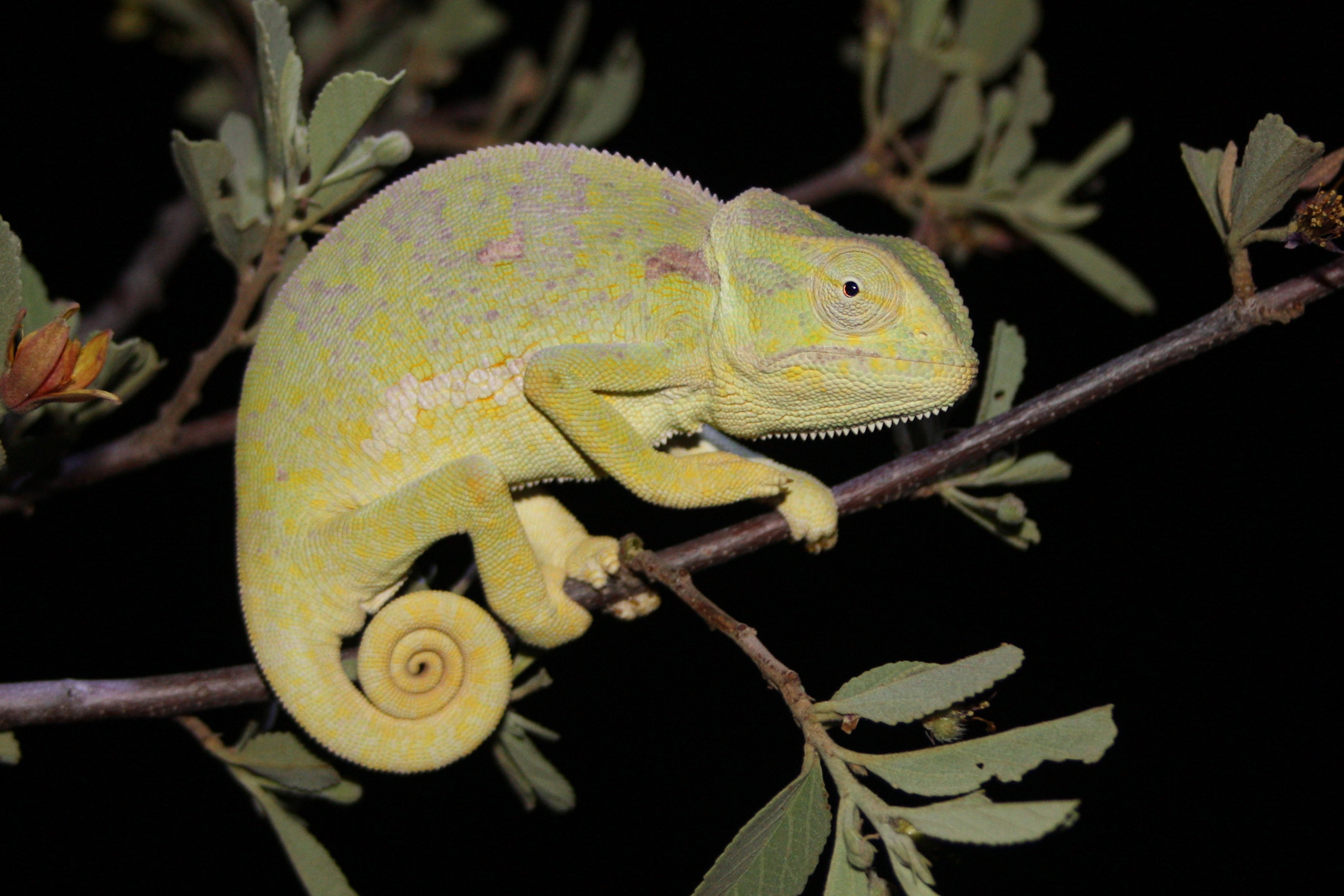
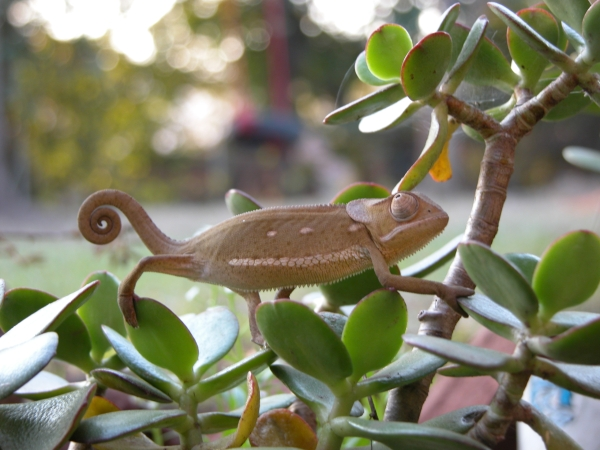